# Щукин, Иван Семёнович
Иван Семёнович Щукин (28 апреля [10 мая] 1885, Москва — 11 октября 1985, Москва) — советский географ, доктор географических наук (1935), профессор МГУ (с 1935), заслуженный деятель науки РСФСР (1957). Почётный член Географического общества СССР (с 1955). Один из основателей геоморфологической школы в СССР, ученик Д. Н. Анучина.

## Биография
Родился 28 апреля (10 мая) 1885 года в Москве, в семье купца 2-й гильдии Семёна Ивановича Щукина.
- Отец — уроженец города Боровска, принадлежал (не по прямой линии) к роду российских купцов-мануфактурщиков Щукиных, известных меценатов и коллекционеров, владел небольшой писчебумажной лавкой; мать, Мария Андреевна (ур. Симагина), дочь небогатого купца, вначале была домохозяйкой, а после неожиданной смерти мужа в 1888 году, продолжила торговое дело[источник не указан 1861 день].
- Жена — Антонина Васильевна Попова, мещанка Ряжского уезда Рязанской губернии. Брак Ивана Семеновича и Антонины Васильевны был заключён 27 января 1917 г. по старому стилю в Покровско-Успенском храме старообрядческой общины Москвы[4].

В 1902 году Иван Семёнович Щукин окончил Александровское коммерческое училище в Москве.
В 1911 году окончил Императорский Московский университет. 27 мая 1911 года выдержал испытание в Физико-математической комиссии при Московском Университете и «за оказанные успехи» был удостоен диплома первой степени.
С 2 апреля 1915 года — младший штатный ассистент при кафедре географии и этнографии Московского университета
С 1918 года — доцент (с 23 июня по 1 октября 1918 года — приват-доцент) Кафедры географии Московского университета.
В 1935—1941 годах работал старшим научным сотрудником Института географии АН СССР.
В 1944 году организовал Кафедру геоморфологии Географического факультета МГУ, которой заведовал до 1961 года.
С 1950-х годов руководил геоморфологическими экспедициями на Тянь-Шанской физико-географической станции.
Многолетние комплексные экспедиционные исследования И. С. Щукина на Кавказе и в Средней Азии послужили основой его трудов по физической географии, общей и региональной геоморфологии.
Скончался 11 октября 1985 года, на 101 году жизни, в Москве.

## Награды
Награждён орденом Ленина, двумя другими орденами, а также медалями.

## Память
Именем И. С. Щукина названы:
- Две горы в горной стране Гиссаро-Алай[какие?]
- Залив Щукина на одном из Курильских островов - острове Уруп[6]
- Подлёдные горы в Антарктиде (Земля Эндерби, 69° ю.ш.′ 44° в.д.)[6].
- Ледник Щукина на горном хребте Джунгарский Алатау, Тянь-Шань.

На Географическом факультете МГУ проводятся «Щукинские чтения: Рельеф и природопользование».

## Научные труды
- Щукин И. С. Материалы для изучения карачаевцев. — М.: Тип. П. П. Рябушинского, 1913.
- Очерки геоморфологии Кавказа, ч. 1. М., 1926.
- Общая морфология суши, т. 1—2, М.— Л., 1934—1938.
- Очерки физической географии Средней Азии, ч. 1, М., 1956.
- Щукин И. С., Щукина О. Е. Жизнь гор: Опыт анализа горных стран, как комплекса поясных ландшафтов. — М.: Географгиз, 1959. — 288 с.
- Общая геоморфология, т. 1—3, М., 1960—1974.
- Четырёхъязычный энциклопедический словарь терминов по физической географии: Русско-англо-немецко-французский / Сост. проф. И. С. Щукин; Под ред. проф. А. И. Спиридонова. — М.: Советская энциклопедия, 1980. — 704 с. — 55 000 экз.